# Meißner Groschen

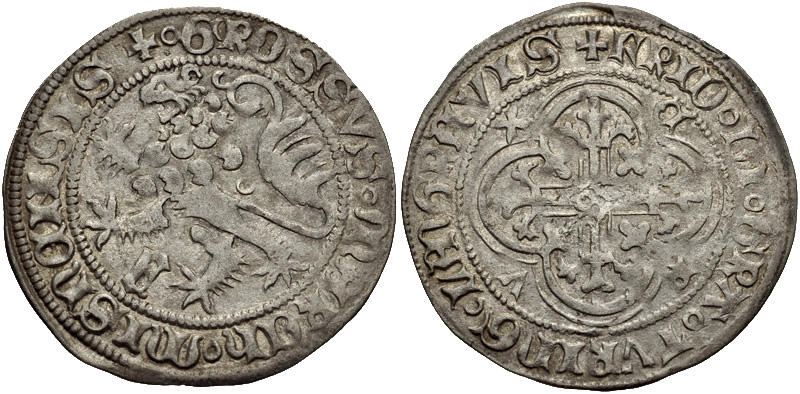
Groschen der Markgrafschaft Meißen,
Rückseite: nach links steigender Meißner Löwe mit einfachem Schweif,
lat. Umschrift: GROSSUS MARCHIONNIS MISNENISIS (Groschen der Mark Meißen)
Vorderseite: Lilienkreuz mit Vierpass,
lat. Umschrift: abgekürzte Titel des Münzherren: DEI GRATIA THURINGIAE LANDGRAVI (Von Gottes Gnaden Landgraf von Thüringen)

Die Meißner Groschen, meißnischen Groschen oder meißnisch-sächsischen Groschen waren meißnisch-sächsische Silbermünzen des 14. und 15. Jahrhunderts und die regionale Groschenwährung der Markgrafen von Meißen und der Herzöge von Sachsen und Thüringen im Spätmittelalter. Sie wurde durch Markgraf Friedrich II. von Meißen mit dem Namen Breiter Groschen 1338/39 eingeführt und nach dem Vorbild des Prager Groschens geprägt. Die in der Markgrafschaft noch umlaufenden alten Prager Groschen wurden als Silberpagament (Altsilber) angesehen und pauschal um 20 % herabgesetzt. Die Namen Meißner Groschen oder Freiberger Groschen erschien erst in den fünfziger bis sechziger Jahren des 14. Jahrhunderts. Mit den neuen Breiten Groschen begann die gesamte münzgeschichtliche Epoche der Groschenzeit bis zur Aufnahme der sächsischen Großsilbermünzung.

## Verbreitung
Die Markgrafen von Meißen verfügten über große Silbervorkommen im Erzgebirge. Sie ließen den Meißner Groschen in den ersten hundert Jahren ausschließlich in Freiberg schlagen. Die Münzstätte Freiberg verarbeitete von 1353 bis 1485 insgesamt 301.298 Mark (etwa 70,5 Tonnen) Feinsilber. Da viel Silber vermünzt werden konnte, fand der Meißner- und der sächsische Groschen der Groschenzeit nicht nur in der Markgrafschaft Meißen und in Sachsen, sondern über die Grenzen seines eigentlichen Geltungsbereiches hinaus Verbreitung. Ebenso wie der Prager Groschen wurde er oft nachgeahmt und gegengestempelt.
Dennoch war zur Groschenzeit die Münzpolitik der Wettiner nicht erfreulich. Seit 1382 wurde eine mühsam zustande gebrachte Münzordnung nicht eingehalten, sondern immer wieder versucht, durch allmähligen und geheimen Abbruch von Schrot und Korn, ihre Münzgewinne zu steigern.

## Gepräge
Die meißnischen Groschen wurde in den Münzstätten Freiberg, Zwickau, Leipzig, Gotha, Sangerhausen, Weimar und Colditz geprägt. Auf der Rückseite zeigt das Gepräge bis 1405 einheitlich den nach links steigenden Meißner Löwen mit einfachem Schweif und die lateinische Umschrift: GROSSUS MARCHIONNIS MISNENISIS (Groschen der Mark Meißen). Auf die Vorderseite wurden ein Lilienkreuz mit Vierpass und als lateinische Umschrift die abgekürzten Titel des Münzherrn: DEI GRATIA THURINGIAE LANDGRAVI (Von Gottes Gnaden Landgraf von Thüringen) geprägt. Ab 1457 wurden Jahreszahlen oft unterbrochen gesetzt (in den Serien 1465–1469 und 1490–1499).

## Typen der meißnisch-sächsischen Groschens
Es wurden tausende Varianten des meißnisch-sächsischen Groschens, die Stempelvarianten eingeschlossen, geprägt:
- Breiter Groschen
- Schildgroschen
- Judenkopfgroschen
- Zweischildgroschen
- Schwertgroschen
- Horngroschen
- Margarethengroschen
- Helmgroschen
- Bartgroschen
- Zinsgroschen
- Kreuzgroschen

## Münzverschlechterung
Der Münzfuß des meißnisch-sächsische Silbergroschens verringerte sich im Laufe der Zeit (vgl. Gresham-Kopernikanischen Gesetz).
1338 wurden aus einer feinen Prager Münzmark (ca. 253,14 g) 14 2/9 lötigen Silbers (= 888/1000 fein) 66 2/3 Stück Groschen mit einem Raugewicht von 3,797 g und einem Feingewicht von 3,375 g geprägt. Bis 1360 wurde der Feingehalt so weit verringert, dass aus der gleichen Menge Silber 70 Groschen – nun mit einem Feingewicht von 2,788 g – geprägt wurden. 1432 wurden dann 525 Groschen aus einer feinen Prager Münzmark geprägt; die einzelne Münze hatte nur ein Feingewicht von 0,48 g Silber.

## Währungsangleichung an den Rheinischen Gulden
Die Währungsangleichung des Meißner Groschen an den Rheinischen Gulden als Basis für die regionale Groschenwährung der Markgrafschaft Meißen erfolgte von 1368 bis 1369. In dieser Zeit wurden die Groschen vom Typ Breite Groschen in der Landeshauptmünzstätte Freiberg und der Zwickauer Münze geprägt. Seit Mitte des 15. Jahrhunderts wurde ein fester Wechselkurs zwischen Meißner Groschen und Rheinischen Gulden hergestellt. Anfangs im Verhältnis 1/20 bzw. 1/21 zum rheinischer Gulden geprägt, musste dieser als „Oberwähr“ bezeichnete Groschen bei allen Zahlungen in der Markgrafschaft Meißen angenommen werden. Später wurde der Meißner Groschen dann im Verhältnis 1/26 zum Goldgulden geprägt und als „Beiwähr“ bezeichnet.